# 비지나 이바니슈빌리
비지나 그리골리스 제 이바니슈빌리(조지아어: ბიძინა გრიგოლის ძე ივანიშვილი, 1956년 2월 18일~)는  조지아의 정치인, 억만장자 사업가 및 올리가르히이다. 2012년 10월부터 2013년 11월까지 조지아의 총리를 역임했다. 소련 해체 후 러시아 국적을 취득했으며 고향으로 조지아에서 정치인으로 활동하기 위해 러시아 국적을 포기했다. 그의 러시아어식 이름은 보리스 그리고리예비치 이바니시빌리(러시아어: Бори́с Григо́рьевич Иванишви́ли)이다.
조지아에서 가장 부유한 사람 중 한 명인 이바니슈빌리는 2012년 조지아의 꿈-민주 조지아를 창당하고 현직 대통령 미헤일 사카슈빌리의 통합국민운동당을 상대로 2012년 조지아 의회 선거에서 승리를 거두면서 정계에 입문했다. 조지아의 총리를 역임한 후 2013년 정계를 떠났지만 그는 일반적으로 조지아 정치의 주요 인물로 간주되었다. 2018년 집권당 의장직을 맡으며 정계에 복귀한 후 2021년 다시 정계를 떠났지만 결국 2023년 말 조지아의 꿈의 명예 의장으로 재기했다.

## 총리직
2012년 10월 25일, 이바니슈빌리는 조지아의 총리로 공식 취임하여 현대 조지아 역사상 최초로 평화적인 권력 이양을 기록했다.
이 기간 동안 정부는 재정 건전화의 길을 지속하면서 사회적 지출을 늘렸다.
2013년 2월, 정부는 유니버설 헬스케어 프로그램(UHP)을 도입했다. 이 패키지는 긴급한 외래 환자 지원, 긴급한 병원 지원, 예정된 외래 및 정책 서비스를 포함했다. 7월에는 1차 의료 서비스, 긴급한 외래 환자 지원, 연장된 긴급 입원, 계획된 수술, 종양학적 질병 치료 및 아이 분만을 포함하여 확장되었다. 이 개혁은 국가가 지원하는 건강 보험을 대규모로 이용할 수 있도록 했다.
게다가 정부는 연금, 사회부조 수당, 교육비 지출도 늘렸다.
2013년 6월 의회는 국제 노동 기구(ILO) 표준에 따라 새로운 노동 강령을 채택했다.
조지아 정치연구소에 따르면 미헤일 사카슈빌리 대통령 재임 기간 동안 조지아는 통과된 개혁의 대부분을 유지했다. 사카슈빌리 대통령 재임 기간 동안 조지아는 자유시장경제 모델을 유지하면서 기능적인 사회안전망을 구축했다.
정부는 감옥 개혁을 시행했다. 무관용 원칙을 추구했던 이전 행정부 동안 죄수 수는 2003년 6,000명 이상에서 2012년 24,000명으로 급증했다. 감옥은 과밀화되었고 죄수들은 조직적인 고문을 당했다. 2012년 9월, 트빌리시의 글다니 교도소에서 죄수들을 학대하고 고문하는 모습을 담은 비디오 영상이 방송된 후 조지아에서 대규모 시위가 일어났다. 새 정부는 감옥 시스템의 근본적인 문제를 인정하고 개혁을 시행할 것을 약속했다. 의회는 감옥 인구를 반으로 줄인 사면법을 채택했다. 감옥에서의 사망률은 상당히 낮아졌고 감옥 의료는 개편되었다. 정부는 형사 정책을 자유화했다. 누적 선고 관행은 2013년 4월에 끝났다.

## 재산
2010년 3월, 이바니슈빌리는 보고된 순자산이 48억 달러로 2010년 포브스 억만장자 목록에서 173위에 올랐다. 다음 해에 그는 보고된 순자산이 55억 달러로 2011년 포브스 목록에서 185위에 올랐다. 2012년 3월, 이바니슈빌리는 추정적으로 64억 달러로 포브스지의 연간 세계 억만장자 목록에서 153위에 올라 조지아에서 가장 부유한 사람이 되었다. 그의 총 순자산은 조지아 국내총생산의 3분의 1이다.

### 동물
이바나슈빌리는 상어, 여우원숭이, 캥거루를 포함한 이국적인 동물들의 수집가로 알려져 있다. 2012년 의회 선거 중에, "조지아의 차기 지도자는 알비노 래퍼 아이들과 함께하는 억만장자 사육사가 될 수 있다"는 제목의 신 공화국의 헤드라인과 함께 그의 동물 수집가는 주목을 받았다.

## 같이 보기
- 레지옹 도뇌르 훈장